# Raymond Cowels
Raymond Cowels, né le 18 novembre 1990, à Chicago, dans l'Illinois, est un joueur américain de basket-ball. Il évolue au poste d'arrière.